# Batalla de Wijnendale
La batalla de Wijnendale fue un conflicto militar que tuvo lugar el 28 de septiembre de 1708, cerca de Wijnendale (Torhout, actual Bélgica) entre las fuerzas británicas que protegían un convoy de reavituallamiento destinado al sitio de Lille, y las fuerzas borbonicas franco-españolas, durante la Guerra de Sucesión Española.

## Antecedentes
Después de su victoria en la batalla de Oudenarde (11 de julio de 1708), el duque de Marlborough y el príncipe Eugenio de Saboya decidieron asediar Lille. Pero la ciudad estaba muy bien defendida por fortificaciones modernas diseñadas por Vauban y una guarnición de 16 000 hombres. El asedio amenazaba con eternizarse y era inminente que se acabaran las municiones. Además las líneas de aprovisionamiento del este habían sido cortadas por los franceses. La única solución era llevar los suministros que habían llegado desde Inglaterra por el puerto de Ostende, a 75 km de Lille. Desde allí se organizó un gran convoy de 700 carros que avanzaba lentamente hasta Lille. El convoy estaba protegido por 6.000 infantes y 1.500 jinetes al mando del mayor general John Richmond Webb. Se informó de la maniobra al conde de la Mothe, comandante de la guarnición francesa de Brujas, quien reunió un ejército de entre 22.000 y 24.000 hombres que se encaminó hacia Wijnendale para interceptar el convoy.

## La batalla

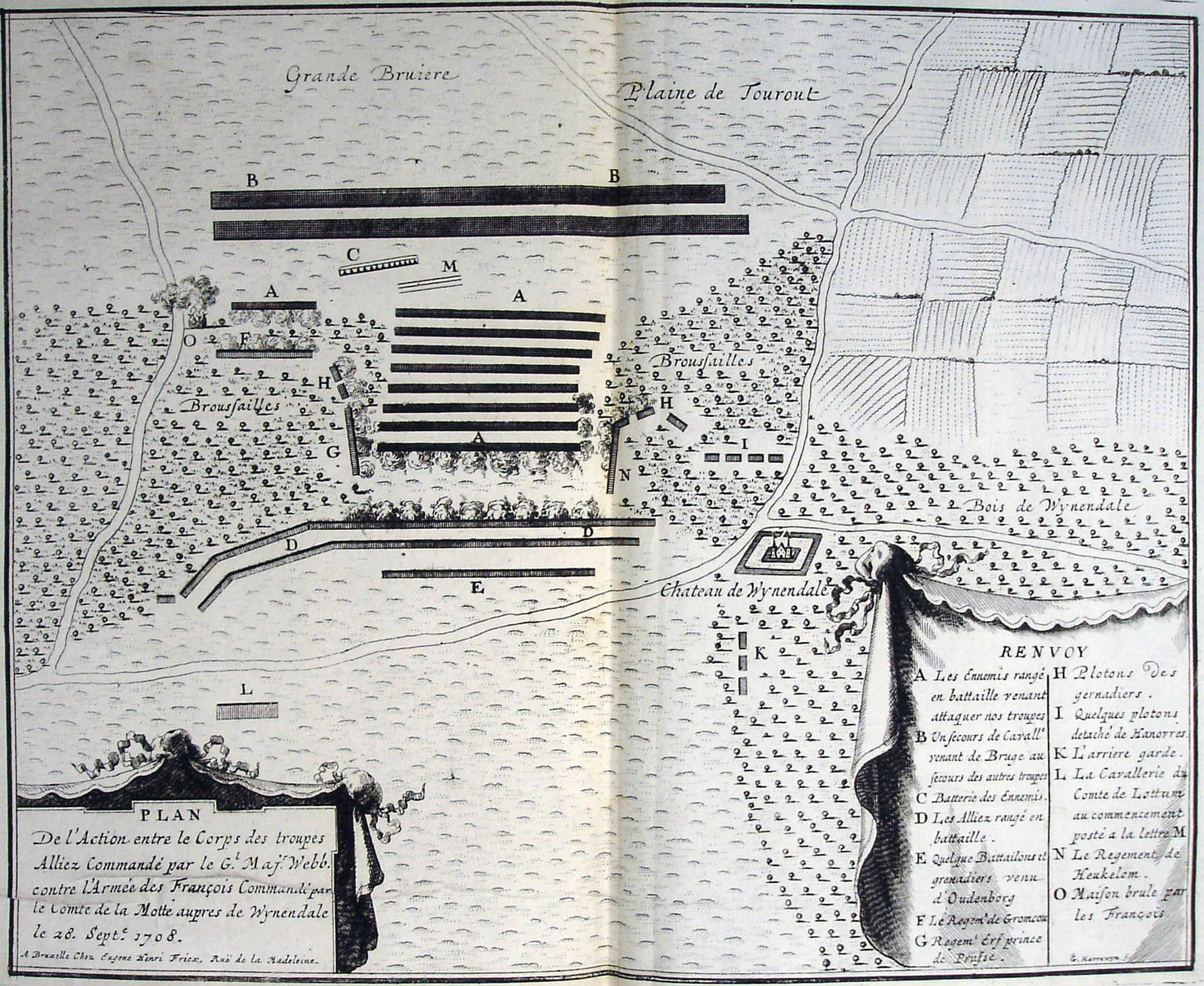
Esquema de la batalla de Wijnendale (1708), impreso por Eugène Henri Fricx, Bruselas.

Advertido del avance del ejército francés, Webb supo que el enfrentamiento era inevitable y elaboró un plan para compensar la inferioridad numérica. El terreno al llegar a Wijnendale era boscoso, y eligió un claro a la entrada del bosque flanqueado por ambos lados por árboles y matorral. Situó las tropas en dos líneas bloqueando el acceso al claro. Posteriormente se formó una tercera línea formada por refuerzos llegados de Oudenburg. Mientras el convoy siguió su lento hacia Lille tras estas líneas.
Mientras Wedd desplegaba sus tropas, el general prusiano Carl von Lottum, con solo 150 jinetes hostigaba al ejército francés permitiendo ganar un tiempo precioso, y evitando que conde de la Mothe recogiera datos sobre el terreno y los planes de los aliados.
Al llegar al claro donde le esperaba Web, de La Mothe desplegó su ejército como se esperaba, imaginando una fácil victoria. La artillería francesa abrió fuego entre las 16 y las 17 horas. Cuando de la Mothe se dio cuenta de que la artillería tenía un efecto muy limitado sobre el enemigo, ordenó avanzar a su infantería. Las tropas francesas se vieron obstaculizadas por la estrechez del terreno y sufrieron mucho por el fuego de las líneas británicas que mantuvieron sus posiciones. Webb ordenó que abrieran fuego a los regimientos prusianos, hannoverianos y holandeses escondidos en los dos flancos del bosque. Aunque sufrió considerables pérdidas, de La Mothe lanzó un segundo ataque, que forzó a la primera línea enemiga a retroceder. Pero con la ayuda de la segunda línea y del fuego continuo sobre los flancos, se paró a los franceses y fueron obligados a retirarse y a abandonar el campo de batalla.
Cuando la batalla ya estaba ganada, llegaron los refuerzos de caballería al mando de William Cadogan que habían sido enviados desde Lille por Marlborough, preocupado por la suerte del convoy.

## Consecuencias
La batalla no duró más de dos horas, pero el balance de bajas fue notable del lado franco-español que dejó sobre el terreno entre 3.000 y 4.000 muertos o heridos. Los aliados anglo-flamencos tuvieron 900 muertos y heridos.
El convoy llegó a Lille el 29 de septiembre, permitiendo proseguir el sitio. El 22 de octubre se tomó la ciudad y el 10 de diciembre la fortaleza.
Por razones políticas, Marlborough atribuyó a William Cadogan el mérito de la victoria, además de al partido Whig. Pero posteriormente el parlamento británico otorgó todo el mérito y su agradecimiento a Webb, y al año siguiente fue ascendido a teniente general. Desde entonces Webb se convirtió en el centro de la agitación de los Tories contra Marlborough.